# Carolina Amoroso
Carolina Laura Amoroso (Brandsen,14 de agosto de 1985) es una periodista, conductora y escritora argentina. Ha sido tres veces ganadora del Premio Martín Fierro, como Mejor Conductora Femenina, Mejor Labor Periodística Femenina y Mejor Cronista. Fue galardonada en 2022, con el premio  FOPEA al periodismo de profundidad por el documental Darién, la selva del infierno, y en 2024 recibió el Premio Eikon como Comunicadora del Año. 
Como periodista ha realizado coberturas internacionales entre las que se destacan la del conflicto en Ucrania, las elecciones de 2024 en Venezuela, y las rutas migratorias del Darién y el Mediterráneo Central.
Se desempeña como conductora del programa de televisión TN Internacional y del noticiero diario Está Pasando, en el canal Todo Noticias (TN), medio para el cual ha realizado trabajos de coberturas especiales en Ucrania, Colombia, Venezuela, Bolivia, Brasil, Reino Unido, Chile y en las rutas migratorias de la selva del Darién y el Mediterráneo Central, entre otros lugares. También es conductora del programa Infoabe en Vivo de Infobae, se desempeña como presentadora de Cadena 3, donde conduce el programa Buen día, Argentina, y presenta el espacio titulado Un mundo de historias.
Fue columnista en Post Opinión, la sección en español del medio estadounidense The Washington Post.

## Biografía
Carolina es la menor de tres hermanos, hijos de Juan Carlos Amoroso y Zulema Scally, nació el 14 de agosto de 1985 en Brandsen, provincia de Buenos Aires, donde vivió hasta los ocho años, cuando la familia decidió mudarse hasta Río Gallegos, donde permanecieron durante tres años.
A los 11 años, emigró con su familia a Venezuela radicandose en la ciudad de El Tigre, estado de Anzoátegui, donde vivió hasta los 16 años cuando emigraron nuevamente, esta vez a Quito, Ecuador donde terminó sus estudios de bachillerato y regresó a la Argentina para cursar la universidad.
Estudió Ciencias de la Comunicación en la Universidad de San Andrés, especializándose en Estudios Culturales. Fue productora de Canal (á), donde realizó un noticiero de arte y cultura que se llamaba Plan à. En 2010, ingresó a la maestría en Periodismo del diario LA NACION y la Universidad Torcuato Di Tella, de donde se graduó en 2012. 
Tras culminar la maestría, se sumó al equipo del diario, donde pasó por diferentes secciones: Ciudad, Sociedad, Espectáculos, el suplemento Sábado, hasta llegar al equipo de la versión digital de LA NACIÓN, donde ejerció como jefa de producción del equipo audiovisual, con el cual, produce Conversaciones, un ciclo de entrevistas a diversas figuras. Tras esta experiencia, pasó a ser jefa de Contenido de La Nación+, el canal de televisión del diario, donde llevó adelante la coordinación de producción de todos los programas de la señal.
Luego de 7 años en LA NACIÓN, en 2018 se sumó al equipo periodístico de Todo Noticias (TN), donde ha ejercido como conductora y columnista de diversos programas, tales como: Desde el Llano con Joaquín Morales Solá, Bella Tarde con Nelson Castro, TN Central, Argentina Penélope, Desafío Energético, TN Internacional, además de, Bella y Bestia junto a Nicolás Wiñazki.
En 2020, presentó su primer libro Llorarás, historias del éxodo venezolano, con prólogo de Joaquín Morales Solá, publicado bajo el sello de Catapulta Editores, donde cuenta diversas historias de desplazados venezolanos, en su mayoría, radicados en Argentina, y al mismo tiempo entrelaza los recuerdos de su propia niñez y adolescencia vivida en Venezuela.
En 2022, realizó una serie de coberturas internacionales dentro de las que se encuentran la corresponsalía que hizo de febrero a marzo en Ucrania durante el comienzo de la invasión rusa el trabajo documental realizado entre Colombia y Panamá sobre los migrantes en el Tapón del Darién, las elecciones presidenciales en Brasil, y la muerte de la reina Isabel II, en el Reino Unido. El documental sobre la selva del Darién recibió el premio  FOPEA al periodismo en profundidad y también fue reconocido con tres Telly Awardsy dos W3 Awards, además de ser declarado de Interés para la Comunicación Social. En relación con su trabajo sobre la migración en el Darién, escribió columnas de opinión para la versión en español de The Washington Post.
Ese mismo año, publicó su segundo libro, Hackear la Argentina, la esperanza del boom tecnológico, escrito junto al periodista Juan Manuel Meiriño y con prólogo del periodista Jorge Lanata. En diciembre del 2022, viajó por segunda vez a Ucrania con el objetivo de localizar nuevas historias para su próximo libro. Volvió a viajar a ese país en 2023, para documentar lo que dejaba la invasión a gran escala, un año después. 
A mediados del 2024 viajó a Venezuela para documentar la situación en medio de las Elecciones presidenciales de Venezuela a través de la señal argentina TN.

## Medios
- Radio con Vos: Dia de Tregua (2019-2024)
- El Trece: columnista internacional deTelenoche (2022-)
- TN: TN Internacional (2021-)
- Infobae: Infobae en Vivo (2025-)
- Cadena 3: Un mundo de historias (2023-) y Buen día, Argentina (2025-)

## Libros
- “Llorarás: historias del éxodo venezolano”, Catapulta Editores, Caracas, 2020.[34]

- “Hackear la Argentina: la esperanza del boom tecnológico”, Catapulta Editores, Buenos Aires, 2022.[35]

## Premios y reconocimientos
| Año  | País                      | Premio / Reconocimiento                                         | Categorías                                      | Notas                                                 | Resultado | Ref.   |
| ---- | ------------------------- | --------------------------------------------------------------- | ----------------------------------------------- | ----------------------------------------------------- | --------- | ------ |
| 2024 | Bandera de Argentina      | Personalidad Destacada de la Cultura por la Legislatura porteña | Reconocimiento                                  | Labor periodística                                    | Otorgado  | [ 36 ] |
| 2024 | Bandera de Argentina      | Reconocimiento de la Legislatura Porteña                        | Interés para la comunicación social             | Documental "Darién: la selva del infierno"            | Otorgado  | [ 37 ] |
| 2024 | Bandera de Argentina      | Martín Fierro de Cable 2024                                     | Labor Periodística Femenina                     | TN Internacional                                      | Ganadora  | [ 38 ] |
| 2024 | Bandera de Argentina      | Premios Eikon                                                   | Comunicador del Año                             | Está pasando y TN Internacional                       | Ganadora  | [ 39 ] |
| 2024 | Bandera de Argentina      | Martín Fierro Latino 2024                                       | Cronista o movilero en Televisión               | Telenoche (El Trece)                                  | Ganadora  | [ 40 ] |
| 2024 | Bandera de Argentina      | Martín Fierro de Aire 2024                                      | Mejor Cronista / Movilero                       | Telenoche (El Trece)                                  | Nominada  | [ 41 ] |
| 2023 | Bandera de España         | Premios Iris                                                    | Mejor Historia                                  | Documental “Mediterráneo, el mar de los desesperados” | Ganadora  | [ 42 ] |
| 2023 | Bandera de Estados Unidos | W3 Awards: Premio de Oro a la Mejor Edición                     | Noticias / Política                             | “El infierno de Darién”                               | Ganadora  | [ 43 ] |
| 2023 | Bandera de Estados Unidos | The Telly Awards                                                | Social General / Mejor Edición / Impacto Social | Documental “Darién: la selva del infierno”            | Ganadora  | [ 44 ] |
| 2022 | Bandera de Argentina      | Martín Fierro de Cable 2022                                     | Mejor Labor Conducción Femenina                 | TN Central                                            | Ganadora  | [ 45 ] |
| 2022 | Bandera de Argentina      | Premios Fopea                                                   | Periodismo de profundidad                       | Documental “Darién: la selva del infierno”            | Ganadora  | [ 46 ] |
| 2021 | Bandera de Argentina      | Premios Martín Fierro de Cable 2021                             | Mejor Labor Conducción Femenina                 | TN Central y Argentina Penélope                       | Nominada  | [ 47 ] |